# چارلز آلن کولبرسون
چارلز آلن کولبرسون (به انگلیسی: Charles Allen Culberson) سناتور سابق عضو حزب دموکرات ایالات متحده آمریکا بود. وی در سال ۱۸۹۹ تا ۱۹۲۳ میلادی سناتور ایالت تگزاس در سنای ایالات متحده آمریکا بود.